# Jon Laws
Jonathan Laws (sinh ngày 1 tháng 9 năm 1964) là một cựu cầu thủ bóng đá chuyên nghiệp người Anh thi đấu ở Football League cho Mansfield Town.